# HD 69830 b

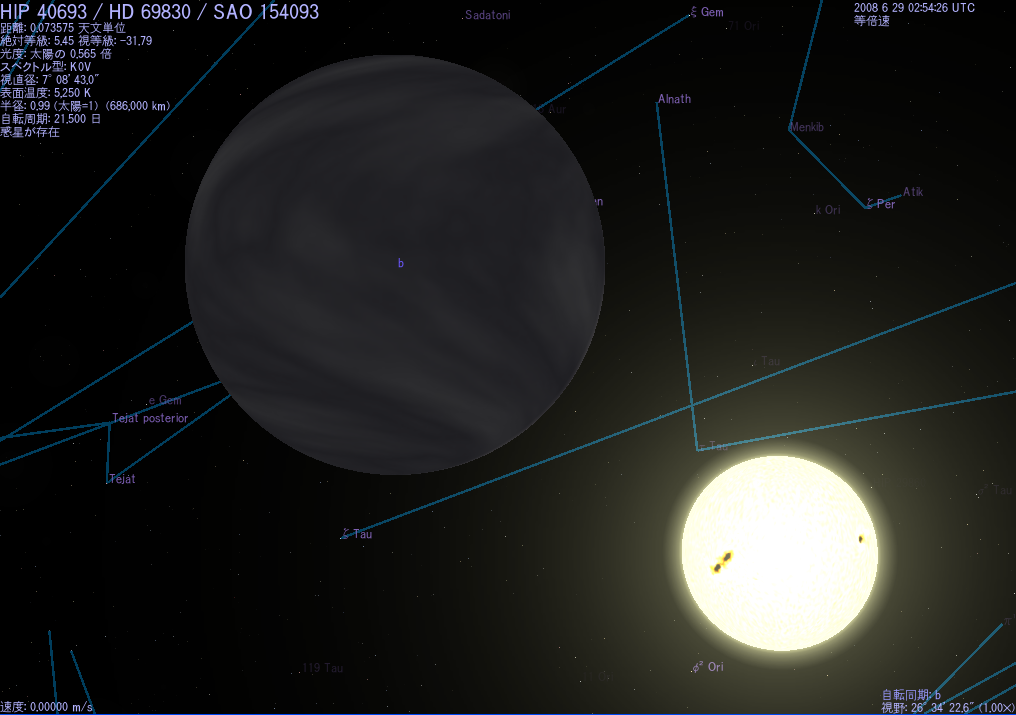
HD 69830 come è visibile dal pianeta

HD 69830 b è un pianeta extrasolare che orbita attorno alla stella nana arancione HD 69830. Gli astronomi ritengono che si tratti o di un pianeta di massa paragonabile a Nettuno o una super Terra, anche se sono più propensi a considerarlo un gigante gassoso. Il pianeta ha infatti una massa dieci volte più grande di quella terrestre, il che lo rende il pianeta meno massiccio del sistema. Orbita molto vicino alla stella madre ed impiega 8,667 giorni per completare la sua orbita.